# Family (film 2001)
Family (ファミリー?, Famiri) è un film del 2001 diretto da Takashi Miike.